# Solomon Iguru I.
Solomon Gafabusu Iguru I. (* 1948 in Hoima, Uganda) ist Omukama (König) des Königreichs Bunyoro-Kitara.

## Leben
Solomon Gafabusu Iguru wurde 1948 als Sohn des damaligen Omukama Sir Tito Gafabusa Kabalega Winyi von Bunyoro in Hoima (Uganda) geboren. Er stammt aus der Familie der Babiito.
Seine Jugend verbrachte Solomon Gafabusu Iguru in seiner Heimat, bevor er im Jahre 1967 aufgrund der politischen Situation im Lande ins Exil gehen musste. Von 1967 bis 1982 studierte er an der Oxford University.
Während dieser Zeit beschäftigte er sich mit mehreren verschiedenen Studien über das Land.
In den Folgejahren veränderte sich mehrmals die politische Lage in Uganda.
Das Parlament änderte per Beschluss im Jahre 1993 die Verfassung der Republik Uganda, so dass die ursprünglichen Monarchien der Teilstaaten Ugandas offiziell wiederhergestellt wurden. Diese übernahmen nun kulturelle und traditionelle Aufgaben.
Am 11. Juni 1994 wurde er zum König (Omukama) des Königreichs Bunyoro-Kitara gekrönt. An der Krönungszeremonie nahm auch der Präsident der Republik Uganda, Museveni, teil.

## Engagement
Solomon Gafabusu Iguru I. setzt sich für humanitäre Projekte für seine Volk ein und engagiert sich für die Armen.
Er ist zudem Mitglied in der Königlichen und barmherzigen Vereinigung der Ordens- und Medaillenträger von Belgien. Er wurde für sein humanitäres Engagement ausgezeichnet und aufgenommen.
Seit 2016 ist Solomon Gafabusu Iguru I. Protektor der Heraldry Society of Africa mit Sitz in Hoima, welche wissenschaftlich eine der führenden Institution für Wappenkunde in Afrika ist.